# Ciceu
Ciceu (węg. Csíkcsicsó) – wieś w Rumunii, w okręgu Harghita, w gminie Ciceu. W 2011 roku liczyła 2544 mieszkańców.